# Антара (агентство)
Антара (индон.  Antara) — информационное агентство Индонезии. Осн. в 1937 году. Среди основателей Адам Малик. Получило статус национального агентства в 1962 году. 
Ежедневно распространяет свыше трех тысяч новостей через спутник и по каналам интернета. Выпускает 4 информационных бюллетеня на индонезийском языке и 2 - на английском по различной тематике. 
Имеет отделения во всех провинциях страны и корпункты в Берлине, Гааге, Куала-Лумпуре, Токио, Нью-Йорке, Канберре, Пекине, Каире, Сане. 
Член Организации информационных агентств Тихоокеанской Азии (OANA), Пула информационных агентств неприсоединившихся стран.